# Red Label
 Red Label est une collection de littérature policière fondée par François Guérif en 1977 aux éditions PAC.

## Historique
La collection est créée à une époque où le genre science-fiction prédomine la littérature populaire ; réduction du nombre de volumes à la Série noire, disparition d'Un mystère, Le Masque cantonné aux classiques comme Agatha Christie. Les représentants commerciaux de Hachette, diffuseur des éditions PAC sont sceptiques  sur la possibilité de vente des livres des auteurs comme David Goodis, Fredric Brown ou Robert Bloch.
Le nom de la collection est choisi par l'éditeur. Il était prévu que la marque de scotch Johnnie Walker sponsorise la collection, Red Label étant leur produit phare. 
Les jaquettes sont uniformes, sur fond rouge glacé sans dessin, ni photo avec le titre en haut, le logo Red label au centre et le nom de l'auteur en bas, François Guérif jugeant les couvertures « assez hideuses ».
La collection s'arrête en 1980 après la publication de vingt-cinq titres de quatorze auteurs.

## Titres de la collection
| Auteur             | Titre                       | Titre original               | Année de parution dans la collection |
| ------------------ | --------------------------- | ---------------------------- | ------------------------------------ |
| Aiken, Joan        | Mort un dimanche de pluie   | Death on a Rainy Sunday      | 1978                                 |
| Bloch, Robert      | L'Écharpe                   | The Scarf                    | 1977                                 |
| Bloch, Robert      | L'Incendiaire               | Firebug                      | 1977                                 |
| Bloch, Robert      | Le Crépuscule des stars     | The Star Stalker             | 1979                                 |
| Brown, Fredric     | Qui a tué grand maman ?     | We All Killed Grand-ma       | 1977                                 |
| Brown, Fredric     | La Chandelle et la Hache    | Here Comes a Candle          | 1978                                 |
| Brown, Fredric     | Le Fantôme du chimpanzé     | The Dead Ringer              | 1978                                 |
| Brown, Fredric     | Rendez-vous avec un tigre   | The Deep End                 | 1978                                 |
| Brown, Fredric     | La Fille de nulle part      | The Far Cry                  | 1979                                 |
| Brown, Fredric     | Un cadavre au clair de lune | The Bloody Moonlight         | 1979                                 |
| Cain, James M.     | La Femme du magicien        | The Magician's Wife          | 1977                                 |
| Carr, John Dickson | Les Démoniaques             | The Demoniacs                | 1978                                 |
| Carr, John Dickson | Lune sombre                 | Dark of the Moon             | 1978                                 |
| Davis, Mildred     | Trois minutes avant minuit  | Three Minutes to Midnight    | 1979                                 |
| Goodis, David      | Descente aux enfers         | The Wounded and the Slain    | 1977                                 |
| Latimer, Jonathan  | Gardénia rouge              | Red Gardenia                 | 1979                                 |
| Lebrun, Michel     | En attendant l'été          | -                            | 1979                                 |
| O'Hara, Kenneth    | La Cage                     | The Bird Cage                | 1978                                 |
| Queen, Ellery      | L’Adversaire                | The Player on the Other Side | 1978                                 |
| Queen, Ellery      | Et le huitième jour         | And on the Eighth Day        | 1978                                 |
| Ramsay, Diana      | Approche des ténèbres       | The Dark Descends            | 1978                                 |
| Ramsay, Diana      | Discrétion de mort          | Deadly Discretion            | 1980                                 |
| Ramsay, Diana      | Est-ce un meurtre ?         | You Can't Call it Murder     | 1978                                 |
| Sladek, John T.    | L'Invisible monsieur Levert | Invisible Green              | 1979                                 |
| Vance, Jack        | Méchant Garçon,             | Bad Ronald                   | 1979                                 |

## Sources
- François Guérif, Du polar : entretiens avec Philippe Blanchet, Paris, Payot & Rivages, coll. Manuels Payot, 2013  (ISBN 978-2-228-90882-5)